# Nostra Senyora del Perpetu Socors

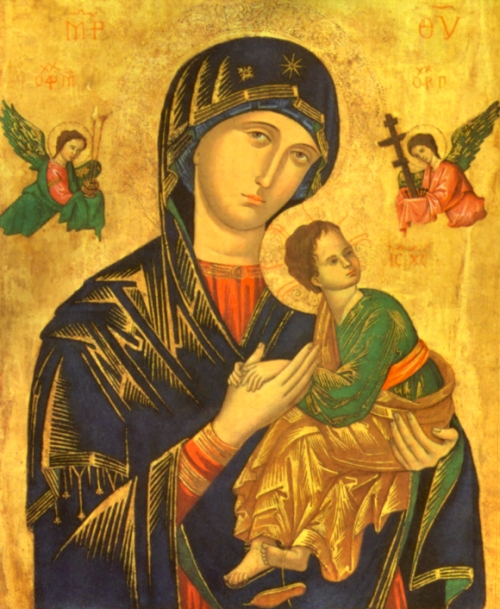
Icona de Nostra Senyora del Perpetu Socors

La Mare de Déu del Perpetu Socors és una icona "miraculosa" (Imago Beatae Mariae Virginis miraculis illustris) que data XIV segle XIV. segle, del tipus romà d'Orient, es deia en rus Strastnaïa (De Strast" : Passió, amb els instruments de la Passió). Segons la llegenda, d' origen cretenc, el seu tipus iconogràfic fou atribuït a Andréas Ritzos cap al 1492.

## Descripció
La Verge està envoltada pels arcàngels Miquel (lletres ΟΑΜ, abreviatura de "" Ο Άγιος (Αρχάγγελος) Μιχαήλ ") i Gabriel (lletres ΟΑΓ, abreviatura de" Ο Άγιος (Αρχάγγελος) Γαϐριήλ. Les cinc lletres gregues que hi ha a la part de dalt de la imatge " ΜΡ ΘΥ ", abreviatura de " Η Μητέρα του Θεού ", significa " Mare de Déu" "I les lletres" ΙϹ XϹ ", abreviatura de" Ιησούς Χριστός ", signifiquen, per la seva banda, Jesucrist.

## Llegenda
Hauria arribat a Roma el 1480, quan segons la tradició, hauria pertangut a un ric comerciant cretenc que, viatjant a Roma, però sentint-se a prop de la mort, el va confiar a un amic. La dona d'aquest amic va conservar aquest quadre, fins que se li va aparèixer la Mare de Déu per demanar-li que la diposités a la basílica de Sant Joan del Laterà.

## Devoció popular
Va ser venerada per Alphonse de Liguori, fundador dels Redemptoristes, perquè la sandàlia del Nen Jesús significaria la "redempció" (costum israelita de donar la sandàlia per concloure un acord), així, Redempció (de redimere, redimir), per tant, la redempció de tota la humanitat perduda pel pecat original del poder del diable, per Jesucrist durant la seva Passió. Jesús mira l’àngel que li lliura els instruments de la seva passió i no la seva mare com en altres icones.

## Localització
La icona va desaparèixer durant la Revolució Francesa el 1798 quan es va destruir l'església de Saint-Matthieu; va ser redescoberta el 1863 gràcies a Michèle Marchi, i el papa Pius IX la va confiar el 1866 als redemptoristes que la van col·locar a la recentment construïda església de Sant'Alfonso all'Esquilino al lloc de l'església de Sant Mateu.
Ha donat nom a nombroses esglésies o capelles i basíliques, hospitals, escoles, congregacions, confraries. Ha estat la patrona d’Haití des de l'epidèmia de verola el 1882. Se celebra el dia 27 de juny a França i el 13 d'agost entre els ortodoxos.
Charles de Foucauld sovint pregava a la Mare de Déu amb aquest nom i en va pintar un quadre; i batejà la seva ermita de les clarisses " Mare de Déu del Perpetu Socors ".

## Galeria

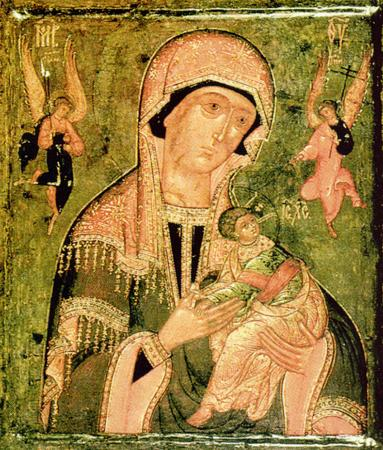
Icona Strastnaya, Страстная икона Божьей матери.
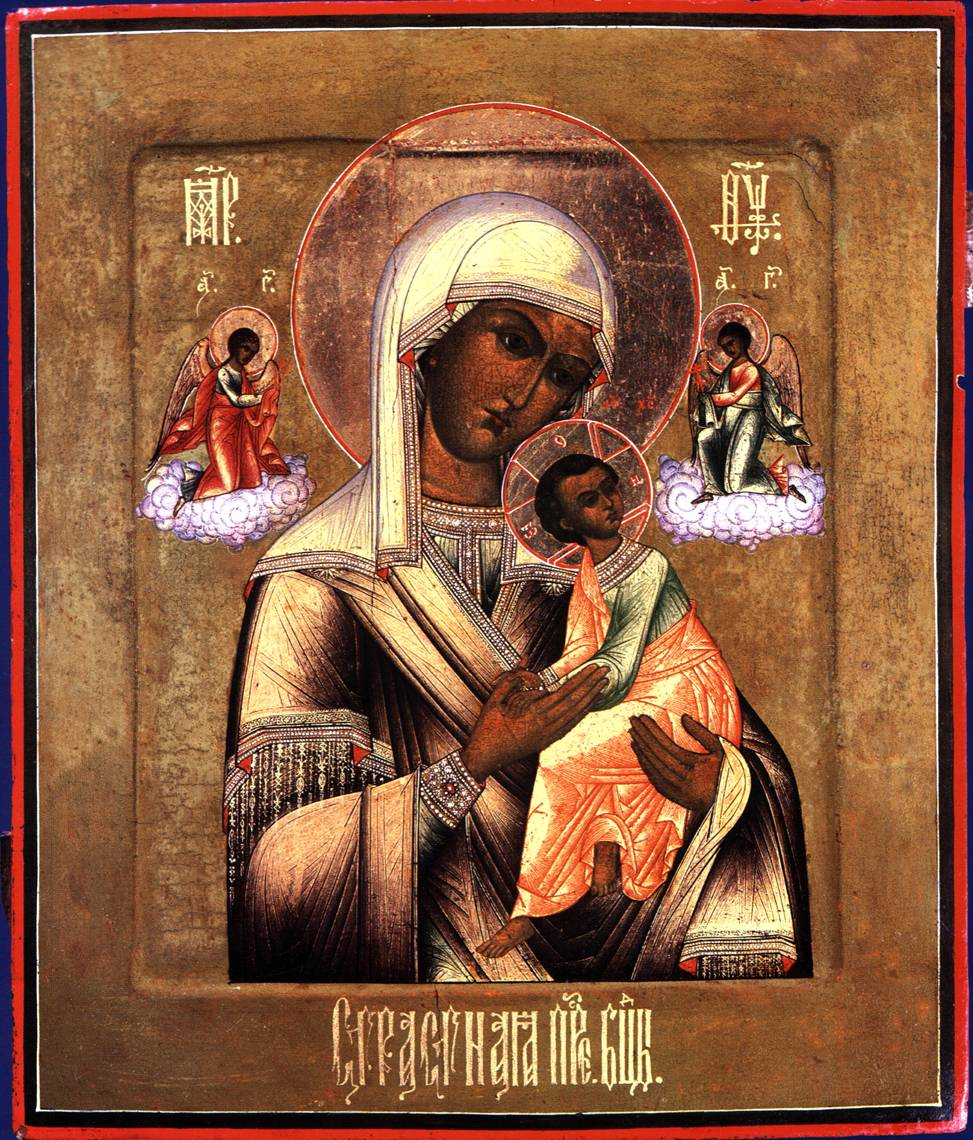
Icona Strastnaya, Страстная икона Божьей матери del s.XIX
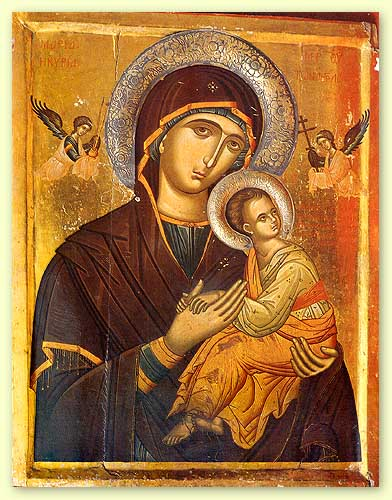
Icona del s.XVI al Monestir de Santa Caterina del Sinaí.
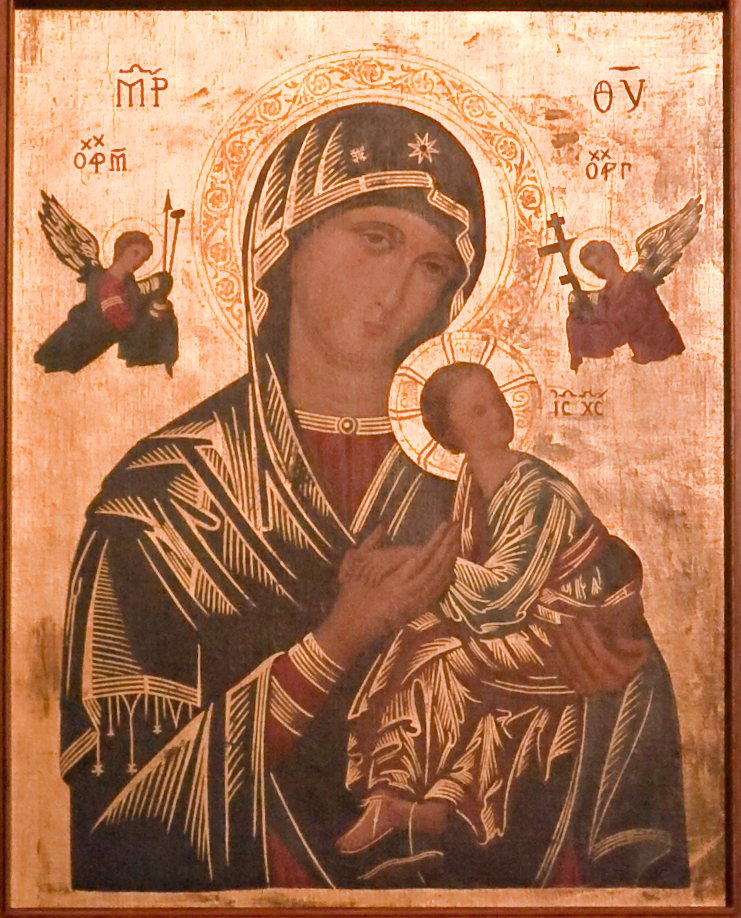
Icona de la catedral de Tuam.